# Будинок для двох
«Будинок для двох» — український мелодраматичний телевізійний режисера Сергія Альошечкіна, створена у 2009 році.

## Сюжет
Настя (Карина Разумовська) і її старший брат Михайло в усьому звиклися допомагати один одному, адже з юних років вони залишилися зовсім одні. Для сестри Михайло завжди був єдиною опорою і підтримкою. Однак все змінилося після того, як Мишко одружився. У будинку з'явилася ще одна жінка, а як відомо, двом господиням під одним дахом не вжитись. Настя щоб уникнути сварки з братом вирішує переїхати в село.
Там вона влаштовується вчителькою у школу і поступово починає налагоджувати нове життя. Доля зводить її з сусідом Пашею, який допомагає дівчині облаштуватися на незнайомому місці. Молоді люди поступово зближуються, але тут в їх житті з'являється Георгій Михайлович — впливовий місцевий бізнесмен і спонсор школи…

## У ролях
| Актор               | Роль                          |
| ------------------- | ----------------------------- |
| Карина Разумовська  | Настя Сафонова                |
| Олександр Ратніков  | Павло                         |
| Костянтин Соловйов  | Георгій Михайлович Карпов     |
| Валерій Золотухін   | Петро Васильович              |
| Римма Зюбіна        | Ніна, тітка Павла             |
| Ганна Розстальна    | Лариса Іванівна               |
| Ольга Радчук        | Нюся, продавчиня              |
| Дмитро Мазуров      | Михайло Сафонов, брат Насті   |
| Віолетта Трикова    | Марина, наречена Михайла      |
| Анатолій Борсюк     | губернатор                    |
| Любава Грешнова     | Лєна                          |
| Ірина Дорошенко     | Ольга Сергіївна, декан        |
| Алла Мартинюк       | секретар Рити                 |
| Юлія Паладюк        | мама Сенька                   |
| Сергій Щелкалін     | батько учня                   |
| Ірина Галіхіна      | епізод, мати одного з учнів   |
| Костянтин Герасимюк | епізод, батько одного з учнів |
| Наталя Мереженко    | епізод, мати одного з учнів   |
| Наталя Петросянц    | епізод, мати одного з учнів   |